# Pierre E.L. Viette
Pierre E.L. Viette, Pierre Edmond Leon Viette, född 29 juni 1921, död 30 april 2011, var en fransk entomolog. Han studerade vid Universitetet i Dijon och var därefter anställd vid Muséum national d'histoire naturelle under hela sin yrkesverksamma tid. Viette specialiserade sig på insekters systematik, framförallt fjärilar, och publicerade över 400 artiklar.
Auktorsnamnet Viette kan användas för Pierre E.L. Viette i samband med ett vetenskapligt namn inom zoologin; se Wikipedia-artiklar som länkar till auktorsnamnet.